# Provincia di Tandjilé
La provincia di Tandjilé è una delle province del Ciad. Il capoluogo è Laï.

## Suddivisioni amministrative
La provincia è divisa nei seguenti dipartimenti:
| Dipartimento         | Capoluogo  | Comuni                                |
| -------------------- | ---------- | ------------------------------------- |
| Tandjilé Occidentale | Kélo       | Baktchoro, Bologo, Dogou, Kélo, Kolon |
| Tandjilé Orientale   | Laï        | Derssia, Laï                          |
| Tandjilé Centrale    | Béré       | Béré, Delbian, Tchoua                 |
| Manga                | Dono Manga | Dono Manga, Guidari, Ndam             |
| Manbague             | Dafra      | Dafra, Nangassou, Miambé, Bouguidang  |